# La Lettre (Béraud)
Pour les articles homonymes, voir La Lettre.
La Lettre est un tableau peint par Jean Béraud en 1908. Il mesure 45,7 cm de haut sur 37,2 cm de large. Il est conservé dans une collection privée